# Levon Hayrapetyan
Levon Hayrapetyan, né le 17 avril 1989 à Erevan (alors ville soviétique), est un footballeur international arménien. Il évolue au poste de défenseur dans différents clubs, en Allemagne, Pologne, République tchèque, Arménie et enfin Iran.

## Biographie

### Un joueur prometteur, mais qui ne perce pas
Arrivé très tôt en Allemagne, dans l'État de Hambourg, Levon Hayrapetyan fait ses débuts dans plusieurs clubs locaux, avant d'être repéré par la grande équipe du Hambourg SV à l'âge de quinze ans, en 2004. Après quatre années passées dans les équipes de jeunes, il intègre la réserve, mais ne joue pas beaucoup. Remplaçant au Hambourg SV II, il choisit de rentrer au pays en 2010, et rejoint le Pyunik Erevan, club le plus titré d'Arménie. Là aussi, il doit se contenter de quelques apparitions, et ne contribue que très peu au treizième titre de l'histoire de son équipe.

### Tente sa chance en Pologne
Le 30 janvier 2011, il signe un contrat de six mois (avec option de prolongation de trois saisons) avec le Lechia Gdańsk, club de première division polonaise. Après avoir fait ses débuts en coupe nationale contre le Jagiellonia Białystok, il s'installe au poste d'arrière gauche, et ne manque aucun match. Entre-temps, il fait ses débuts internationaux avec l'Arménie le 9 février 2011.

### En équipe nationale
Levon Hayrapetyan joue 40 matchs en équipe d'Arménie entre 2011 et 2017, inscrivant un but.
Il reçoit sa première sélection en équipe d'Arménie le 9 février 2011, en amical contre la Géorgie, où il se voit propulsé directement titulaire. L'Arménie s'incline 1-2. Le 27 mai 2014, il inscrit son seul et unique but en faveur de l'Arménie, en amical contre les Émirats arabes unis. L'Arménie s'impose 4-3 à l'issue d'un match riche en buts.
Le 4 septembre 2015, lors d'une rencontre face à la Serbie rentrant dans le cadre des éliminatoires de l'Euro 2016, il inscrit malencontreusement un but contre son camp. La Serbie s'impose 2-0 face à l'Arménie.
Il participe avec l'Arménie aux éliminatoires de l'Euro 2012 (six matchs joués), puis aux éliminatoires du mondial 2014 (six matchs joués), ensuite aux éliminatoires de l'Euro 2016 (encore six matchs joués), et enfin aux éliminatoires du mondial 2018 (cinq matchs disputés).

## Palmarès
- Champion d'Arménie en 2010 et 2015 avec le FC Pyunik
- Vainqueur de la Coupe d'Arménie en 2015 avec le FC Pyunik ; en 2019 avec le FC Alashkert
- Vainqueur de la Supercoupe d'Arménie en 2015 avec le FC Pyunik